# Elżbieta Idczak
Elżbieta Maria Idczak (ur. 23 grudnia 1933 w Nieświeżu, zm. 6 kwietnia 2018) – polska fizyk-optyk, prof. dr hab.

## Życiorys
W 1956 ukończyła studia na Wydziale Matematyczno-Fizycznym Uniwersytetu w Mińsku. Od 1957 pracowała w Katedrze Fizyki, od 1968 w Instytucie Fizyki Politechniki Wrocławskiej. Tam w 1965 obroniła pracę doktorską. W 1974 uzyskała stopień doktora habilitowanego nadany na Wydziale Matematyczno-Fizyczno-Chemicznym Uniwersytecie Wrocławskim. Od 1975 była na PWr zatrudniona jako docent. W 1990 otrzymała tytuł profesora.
W swoich badaniach zajmowała się optycznymi własnościami cienkich warstw metali i ich tlenków oraz zastosowaniami elipsometrii do wyznaczania stałych optycznych i grubości cienkich warstw na absorbującym podłożu oraz stałych optycznych samego podłoża.

## Odznaczenia
- Złota Odznaka Politechniki Wrocławskiej (1976)[3]
- Złoty Krzyż Zasługi (1979)[1]
- Krzyż Kawalerski Orderu Odrodzenia Polski (1989)[1]
- Medal Komisji Edukacji Narodowej (2002)[1]